# گلیادن (سرزمین آلتای)
گلیادن (به لاتین: Glyaden) یک منطقهٔ مسکونی در روسیه است که در سرزمین آلتای واقع شده‌است.